# Дунец, Анастасия Антоновна
Анастасия Антоновна Дунец (фин. Anastasia Dunets; род. 1970, Ленинград, РСФСР) — ведущая солистка Финского национального балета, педагог и хореограф.

## Биография
С 1975 года занималась в детском хореографическом ансамбле. В 1980 году поступила на исполнительский факультет Ленинградского академического хореографического училища, который окончила в 1988 году, пройдя подготовку у Наталии Дудинской и Константина Сергеева. В период обучения подготовила и станцевала на сцене Мариинского театра партию Маши в балете «Щелкунчик», получив высокую оценку критики.
В 1988 году участвовала в концертах, посвящённых 250-летию училища, исполнив партии Лета в балете К. М. Сергеева «Времена года», pas de deux из балетов «Спящая красавица», «Венецианский карнавал», grand pas из балета «Пахита» (Paquita). В это же время снялась в фильмах «О Вагановской школе», «О Н. М. Дудинской»; в фильме-балете «Карнавал» (1986).
Сразу после окончания училища, приняла участие в Международном конкурсе артистов балета им. А. Я. Вагановой, где заняла второе место.

### В Мариинском театре
В сентябре 1988 года принята в труппу Мариинского театра, где работала над ролями под руководством Ольги Моисеевой и Галины Кекишевой. С театром гастролировала в Америке, Канаде, Японии, Корее, Мексике и многих странах Европы. В театре работала с балетмейстером Олегом Виноградовым: в 1993 году снимается в его фильме «Коппелия», а в 1994 году исполняет роль Кривляки в новом балете «Золушка», премьера которого состоялась в Японии.

### За границей
В мае 1997 года была приглашена в Немецкую государственную Оперу в Берлине в которой выступала до 2000 года, сотрудничая с балетмейстерами Патрисом Бартом, Пьером Лакоттом, Уве Шольцем, Марком Болдуином и другими.
В августе 2000 года была приглашена Йормой Уотиненом в Финский национальный балет в Хельсинки. В 2002 году под руководством хореографа Н. Макаровой подготовила партию Гамзати в балете «Баядерка».
В ноябре 2002 года в Санкт Петербурге станцевала в гала-концерте, посвящённом юбилею Н. М. Дудинской. В сезоне 2002—2003 года исполнила новые сольные партии в балетах «Четыре руки» Ласло Бердо, «Золушка» Бена Стивенсона и «Щелкунчик» Уэйна Иглинга. В конце сезона в репертуаре появился спектакль «Раймонда», который состоялся благодаря участию А.-М. Холмс и Кевину Маккензи. В этом балете Анастасия исполнила партию Раймонды.
В сезоне 2003—2004 года исполнила сольную партию в одноактном балете «Полакка», созданной Анной Лэркесен.

## Награды
- Кавалер ордена Льва Финляндии (2014)[4].